# Wolfgang Stöger
Wolfgang Stöger (* 1890 in Wettzell; † 25. April 1945 bei Schönbuchen) wurde in den letzten Tagen des Zweiten Weltkrieges hingerichtet, weil er sich für eine kampflose Übergabe seines Heimatortes einsetzte.
Stöger war Schmiedemeister in Wettzell bei Kötzting. Bei Ende des Zweiten Weltkrieges setzte er sich zusammen mit anderen Bürgern für eine kampflose Übergabe des Ortes an die anrückenden US-Truppen ein und wurde festgenommen, u. a. weil er eine Panzersperre beseitigt hatte.
Stöger wurde im Amtsgerichtsgefängnis Kötzting inhaftiert und wenig später von angeblichen SS-Männern am 25. April 1945 abtransportiert und bei Schönbuchen, einem Gemeindeteil von Grafenwiesen, ermordet und im Wald verscharrt. Die Leiche Stögers wurde erst am 18. August 1945 gefunden. Ein Bildstock an der Mordstelle erinnert an dieses Geschehen.
Der den Fall untersuchende Kriminalwachtmeister Hirtreiter konnte 1969 ermitteln, dass Stöger von Männern der Kraftfahrpark-Truppenschule Stuttgart-Vaihingen erschossen wurde. Ob es vorher ein Standgerichtsverfahren gab, ist ungeklärt.